# Estadio Borg El Arab
El Estadio Borg el Arab es un estadio inaugurado en 2006 situado en la zona cercana a Borg el Arab, Alejandría, en Egipto con capacidad para 80 000-86 000 espectadores dependiendo de las fuentes. Se trata del segundo mayor estadio de África tras el Estadio Soccer City de Johannesburgo, en Sudáfrica.
Se encuentra en la autopista del desierto que une Alejandría con El Cairo, a diez kilómetros de distancia del Aeropuerto de Borg El Arab y a cincuenta del centro de Alejandría. Cuenta con una pista de atletismo que rodea el terreno de juego. Sólo una de las gradas se encuentra cubierta. Fue diseñado y construido por el Cuerpo de Ingenieros de las Fuerzas Armadas de Egipto.
Originalmente fue encargado como parte de un proyecto que incluía cinco estadios para presentar la candidatura de Egipto al Copa Mundial de Fútbol de 2010, y se espera que junto al Estadio Internacional de El Cairo y al Estadio Internacional Mubarak de El Cairo, sea una de las sedes donde juegue sus partidos la selección de fútbol de Egipto. Se ha especulado sobre si algún equipo del norte del país jugará sus partidos como local en el estadio, ya que ninguno de los clubes de la zona recibe más de 20 000 espectadores en sus partidos. 
Desde la temporada 2015-16 alberga el partido final de la Copa de Egipto de fútbol.

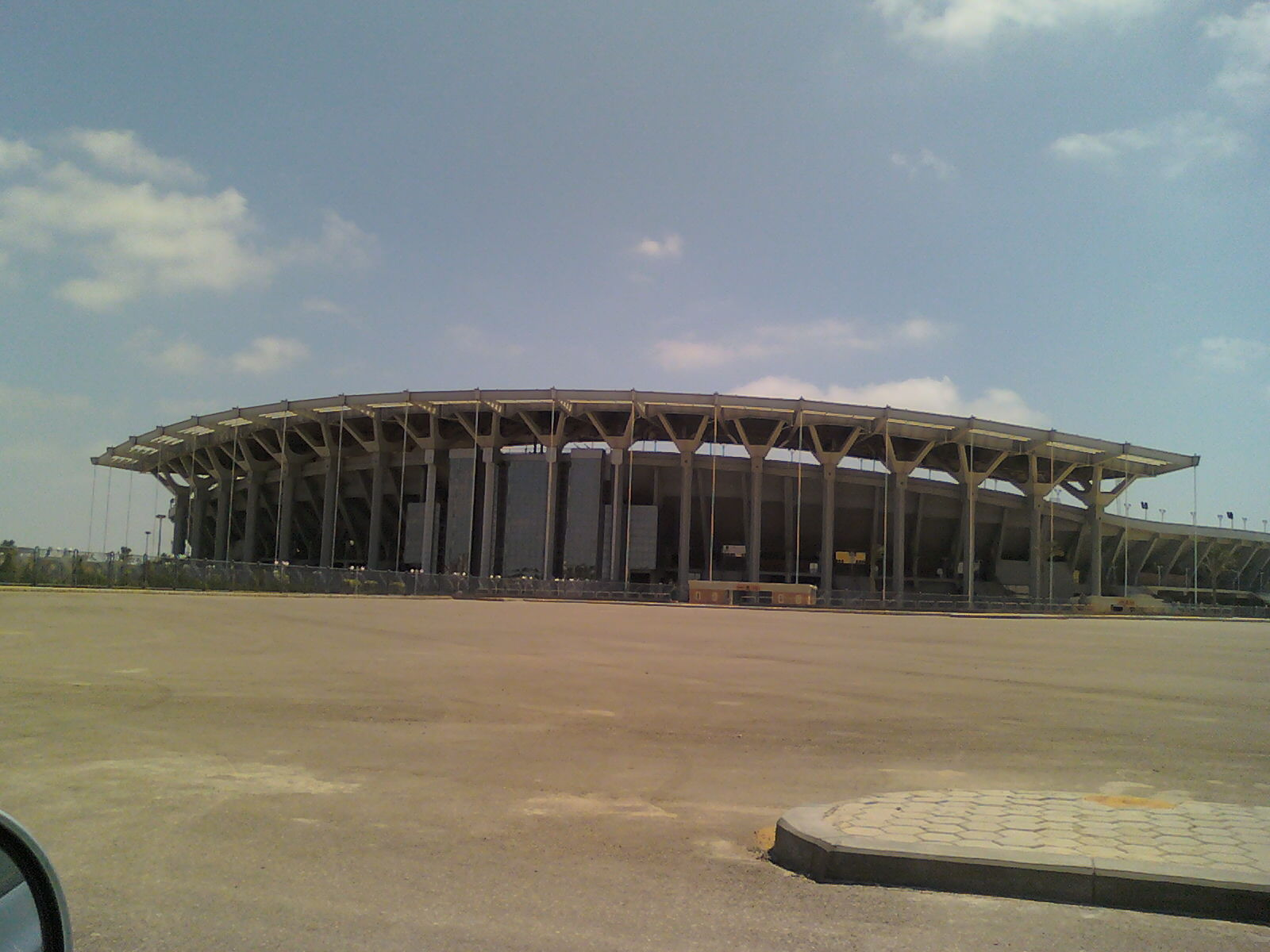
exterior del estadio
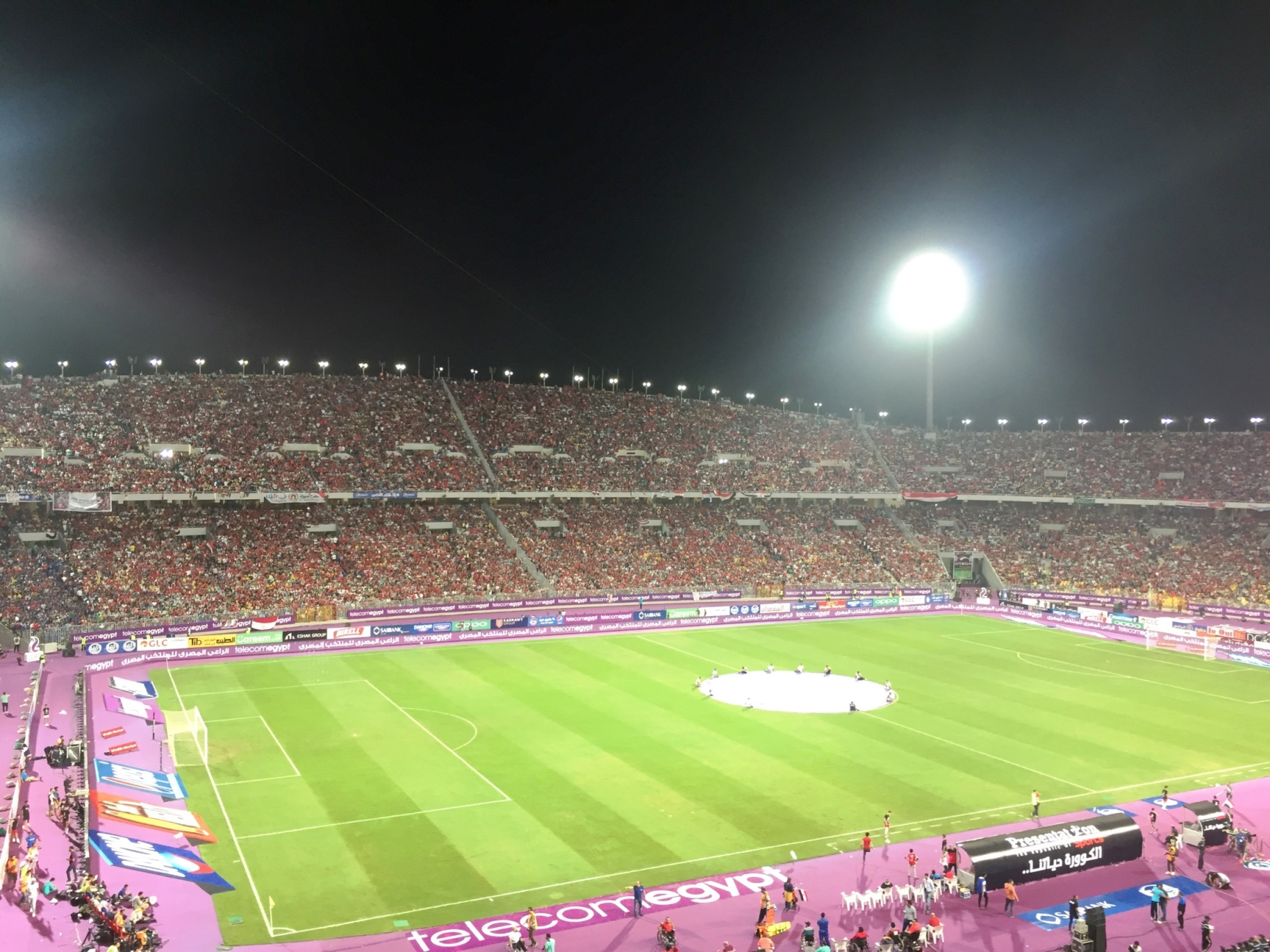
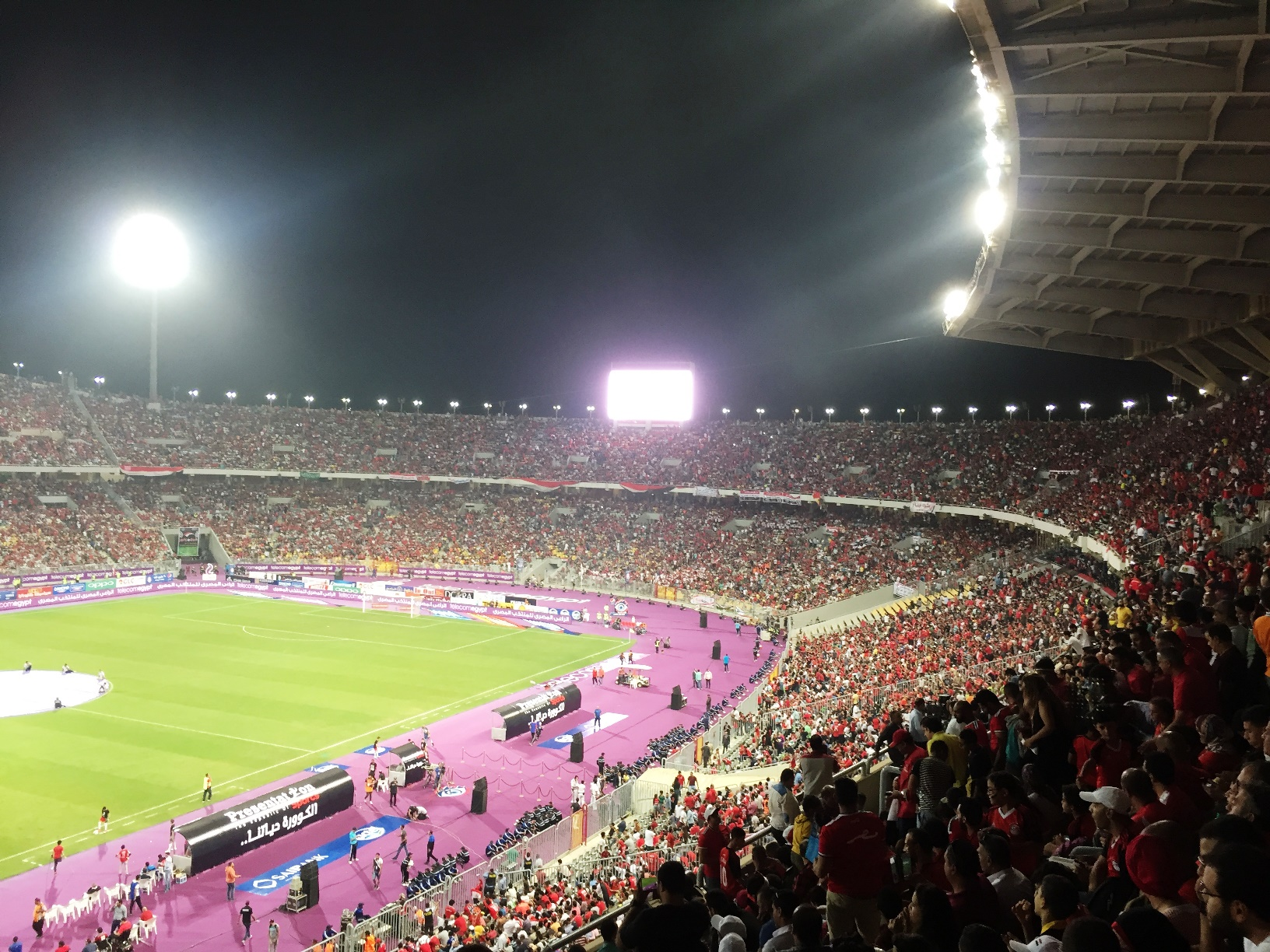